# جوسيف باور (نحات)
جوسيف باور (بالألمانية: Josef Bauer)‏ هو نحات نمساوي، ولد في 12 يناير 1934 في فيلز في النمسا.